# زسنباخ
زسنباخ (به آلمانی: Sessenbach) یک شهر در آلمان است که در وستروالدکرایس واقع شده‌است.